# Nathan Henry Bass
Nathan Henry Bass, Sr. (* 1. Oktober 1808 in Putnam County, Georgia; † 22. September 1890 in Rome, Floyd County, Georgia) war ein amerikanischer Politiker im 19. Jahrhundert.
Nach der Sezession von Georgia 1861 wurde Bass Anfang 1862 als Nachfolger des zurückgetretenen Eugenius Aristides Nisbet in den Provisorischen Konföderiertenkongress gewählt.
Er verstarb 1890 in Rome, Georgia und wurde dort auf dem Myrtle Hill Cemetery beigesetzt.